# Psilogramma lifuense
Psilogramma lifuense là một loài bướm đêm thuộc họ Sphingidae. Loài này có ở quần đảo Loyalty.